# Maria Arnal
Maria Arnal   (Badalona, 8 de febrer de 1987) és una artista, cantant i compositora catalana. Combina la seva faceta de pop, electrònica i música tradicional polifònica amb projectes que experimenten amb el so, la tecnologia i l’art.

## Trajectòria
Membre d'una família vinculada a la música amateur, part de la qual descendent d'extremenys, va començar a escriure cançons i a tocar la guitarra als divuit anys. Va començar estudis de literatura i traducció a la universitat, i va compaginar-ho amb feines temporals diverses, com la d'acomodadora al Teatre Lliure, entre d'altres. A causa d'un trencament del fèmur, el 2014 deixà la feina i començà a estudiar cant a l'Escola de Música Moderna de Badalona, a fer actuacions i a continuar formant-se amb Marc Sempere, impulsor del col·lectiu Compartir Dona Gustet, i amb Jasmin Martorell, professor de lírica que havia estat deixeble de Montserrat Caballé.
A nivell musical, basa el seu fons en la música de tradició oral de la península Ibèrica segons afirma l'artista «per apropar-se a la tradició des de la cultura lliure en l'era digital».
Ha publicat quatre discs amb el flixanco Marcel Bagés: Remescles, acoples i melismes (2015), Verbena (2016), 45 cerebros y 1 corazón (2017) i Clamor (2021). L'any 2021, publicaren l'àlbum Clamor, que presentaren al Teatre Auditori de Granollers, un treball que fa «un nou pas de rosca a la sonoritat del grup, portant-lo cap a un univers més experimental i electrònic. Un retrat musical de la pròpia capacitat de l'ésser humà a transformar-se en un món en crisi».
Des del 2021 dirigeix l’espectacle El cant de la Sibil·la durant la nit del solstici, cada any en un lloc diferent. El 2021 se celebra a la Sala Oval del Museu Nacional d’Art de Catalunya, i el 2022, a l’església de Sant Felip Neri, ambdós a Barcelona. També el 2021 col·labora amb John Talabot en el projecte musical AIR/ARIA/AIRE, una obra que presentada a la 17a Biennal d’Arquitectura de Venècia i composta per tres peces musicals que reflexionen sobre la importància de l’aire.
Al 2023 en el marc de l'exposició «IA: inteligència artificial» al CCCB crea un model sintètic amb la veu de centenars de persones anònimes anomenat Maria CHOIR, del model sintètic resulta una instal·lació interactiva que reprodueix la veu de la cantant harmonitzada en temps real amb els visitants de l'exposició.
El seu treball a la banda sonora de la pel·lícula Polvo serán li va valdre un Premi Gaudí a la Millor música original a l'edició del 2025. Aquell mateix any, va estar nominada als Premis Feroz per la cançó La virgen roja, de la pel·lícula de Paula Ortiz, per la qual finalment va obtenir un Premi Goya a la millor cançó original.

## Discografia
- Remescles, acoples i melismes (EP, 2015)[14]
- Verbena (EP, 2016)[3]
- 45 cerebros y 1 corazón (LP, 2017)[15]
- Clamor (2021)[16]